# Reich-Ranicki Solo
Reich-Ranicki Solo – Polemische Anmerkungen war eine 2002 ausgestrahlte kurzlebige Kultursendung des Zweiten Deutschen Fernsehens. Sie war als Nachfolgesendung des im Dezember des Vorjahres abgesetzten Literarischen Quartetts konzipiert und konzentrierte sich – wie der Name bereits andeutet – auf den Literaturkritiker Marcel Reich-Ranicki als diesmal einzigen Akteur.

## Inhalt und Gestaltung
Themen der Sendung sollten Reich-Ranickis eigenen Worten zufolge die „aktuellen Entwicklungen unseres Kulturlebens“ sein. Kritik am intellektuellen Anspruch dieser Idee hielt er entgegen, er wolle dafür Sorge tragen, dass die Zuschauer auch ohne große Vorbildung auf unterhaltsame und diskussionsfreudige Art und Weise in die „bunte Welt der Kultur“ eingeführt würden.
Die Folgen waren wie eine Vorlesung arrangiert und wurden einige Stunden vor der Ausstrahlung vor Studiopublikum Live on tape aufgezeichnet. Reich-Ranicki bereitete jeweils etwa sieben Themen vor und entschied sich dann während der Sendung, welche er behandeln wollte. Er saß auf einem dreistufigen Podest hinter einem Schreibtisch, auf dem lediglich einige Konzeptpapiere und Bücher lagen und eine Uhr stand. Abgesehen von gelegentlichen Blicken auf seine Notizen zur Auftrittsstrukturierung sprach er frei. Dominant waren seine Äußerungen zur Literatur und zum literarischen Leben, während denen er beispielsweise mit pointierten Wertungen auf literarische Neuerscheinungen oder auf Klassiker der Weltliteratur einging. Er lieferte aber auch polemische Kommentare und Bemerkungen zu aktuellen Schauspiel- und Operninszenierungen sowie zu Literaturverfilmungen und formulierte Nachrufe, in die er oft Anekdoten über seine eigenen Begegnungen mit dem Verstorbenen einwob. Allgemein zusammengefasst könnte man sagen, dass er die wichtigsten kulturellen Ereignisse des Jahres aus seinem persönlichen Blickwinkel präsentierte. Ab und an begab er sich auch auf eine Metaebene und betätigte sich in dieser als kritischer Beobachter der überregionalen Feuilletons, insbesondere der Literaturkritik. Wie bereits die einzelnen Folgen des Literarischen Quartetts beendete Reich-Ranicki auch seine eigene Sendung stets mit einer Schlussformel. Er wählte als Bekenntnis der eigenen Fehlbarkeit „Jedoch, jedoch: Es irrt der Mensch, solang er strebt.“ – ein Zitat aus dem Prolog im Himmel aus Goethes Faust. Eine Tragödie..
Nach nur neun Folgen endete sein Solo; letztmals wurde es am 3. Dezember 2002 ausgestrahlt. Als Gründe führte Reich-Ranicki andere Verpflichtungen und Projekte an, denen er sich widmen müsse. Zudem sei seine journalistische Arbeit für die Frankfurter Allgemeine Zeitung sehr zeitintensiv. Darüber hinaus bemerkte er: „Alle vier Wochen fünf aktuelle Themen haben, über die zu reden lohnt, ist gar nicht leicht in einer Epoche, wo das literarische Leben nicht so fabelhaft ist“.